# 小田健作
小田健作（1888年4月4日—1943年1月21日）是二战期间的一名日本帝国陆军将领。他于1938年开始担任第50步兵连队（即步兵团）连队长，参加过中国抗日战争中的徐州会战。1939年12月，该团被撤回日本。1940年8月，小田健作晋升少将，出任第26师团团长，该部队当时隶属于駐蒙軍。
1941年9月，小田健作出任丰桥陆军预备士官学校校长。在新几内亚的科科達小徑戰役过后，少将堀井富太郎意外身亡，小田健作因此奉命接替前者，出任南海支队指挥官。但南海支队之后被盟军包抄侧翼，被困在得不到增援和补给的地点。接着第18軍指挥部命令南海支队撤退，小田健作将伤病员留在原地，率部抵达库穆西河河岸，结果发现计划中的所有撤退船只都已被其他在较早前撤退的部队开走。小田健作随即在河岸上用手枪自杀。
小田健作最终被追授为中將。